# Смирновский сельский совет (Бильмакский район)
Смирновский сельский совет (укр. Смирновська сільська рада) — входит в состав
Бильмакского района
Запорожской области
Украины.
Административный центр сельского совета находится в 
с. Смирново.

## Населённые пункты совета
- с. Смирново
- с. Вершина Вторая
- с. Алексеевка